# Acoustic
Acoustic — посмертный альбом музыканта Джона Леннона, вышел в 2004 году.

## Об альбоме
Acoustic представляет собой акустические версии хитов Леннона. Спродюсировала диск его вдова Йоко Оно. К альбому приложен буклет с текстами песен и аккордами. Некоторые треки длятся не более минуты, например «Woman is the nigger of the world».
В диск не вошла песня «Give Peace a Chance», которая и так была записана на акустической гитаре.
Песня «Imagine» указана как исполненная вживую. Леннон исполнил её на акустической гитаре на концерте в Apollo 1971 года.

## Список композиций
Все песни написаны Джоном Ленноном, отмеченные знаком * — Джон Леннон и Йоко Оно.
1. Working Class Hero
2. Love
3. Well Well Well
4. Look At Me
5. God
6. My Mummy’s Dead
7. Cold Turkey
8. Luck Of The Irish*
9. John Sinclair***
10. Woman Is The Nigger Of The World*
11. What You Got
12. Watching The Wheels
13. Dear Yoko
14. Real Love
15. Imagine***
16. It’s Real**

** — инструментальные композиции 

*** — исполненные вживую